# Raji Sourani
Raji Sourani (tiếng Ả Rập: راجي الصوراني) là một luật sư người Palestine, được coi là một luật sư bênh vực nhân quyền xuất sắc.

## Cuộc đời và Sự nghiệp
Raji Sourani sinh năm 1963 tại Dải Gaza. Ông tốt nghiệp luật học ở Đại học Alexandria năm 1977. Trong thập niên 1980, Sourani đã làm luật sư bảo vệ người Palestine trước Tòa án quân sự của Israel tại Dải Gaza.
Tháng 9 năm 1979, ông bị chính quyền Israel bắt, bị kết tội là thành viên của Mặt trận Dân tộc giải phóng Palestine (mà ông không còn tham gia) và bị kết án 3 năm tù. Sau khi được thả ra, ông mở phòng hành nghề luật sư vào năm 1982. Việc bảo vệ thân chủ trước tòa án của ông cũng khiến ông bị chính quyền Israel giam giữ hành chính 6 tháng trong năm 1985 mà không đưa ra tòa, trong thời gian đó ông bị đánh đập và tra tấn.
Năm 1990, ông được nhận một học bổng của Quỹ Ford để tham gia vào một chương trình đặc biệt cho những người ủng hộ nhân quyền tại Đại học Columbia ở New York.
Năm 1991 ông thành lập và là giám đốc Trung tâm Nhân quyền Palestine (Palestinian Centre for Human Rights).
Tháng 2 năm 1994, ngay sau khi Chính quyền Quốc gia Palestine lập ra tòa án an ninh bí mật, Sourani đã viết một lá thư đến Tổng thống Yasser Arafat chỉ trích việc lập tòa án như vậy là xa lìa nguyên tắc dân chủ, tước quyền độc lập của tư pháp và loại bỏ việc bảo vệ hợp pháp cho người Palestine trước tòa án. Ông cũng đồng thời cho đăng báo bức thư trên. Ngay sau đó, ông đã bị cảnh sát Palestine đưa từ nhà của mình đến một trạm cảnh sát để thẩm vấn trong 18 giờ rồi được thả ra.
Raji Sourani đã được tổ chức Ân xá Quốc tế công nhận là tù nhân lương tâm. Ông là thành viên của Ủy ban luật gia quốc tế (International Commission of Jurists) EXCO và IDAL EXCO, phó chủ tịch của Liên đoàn quốc tế Nhân quyền (International Federation of Human Rights).
Raji Sourani tích cực hoạt động vì sự nghiệp của người Palestine, theo dõi tình trạng sống của tù nhân ở các nhà tù và nhà giam giữ của Israel. Ông còn là một nhà chỉ trích thẳng thắn các vụ vi phạm nhân quyền xảy ra ở cả hai bên của cuộc xung đột Israel-Palestine.

## Đời tư
Raji Sourani hiện sống ở Cairo, Ai Cập với vợ là Amal cùng hai con: Nour và Basil.

## Giải thưởng
Năm 1993, Raji Sourani đã được trao Giải Nhân quyền Robert F. Kennedy,